# Freilandniederschlag
Als Freilandniederschlag (auch Freiflächenniederschlag, engl. field precipitation) bezeichnet man in der Hydrologie den Niederschlag unmittelbar oberhalb eines Pflanzenbestands.
Davon zu unterscheiden ist der Bestandesniederschlag, der dem Freilandniederschlag abzüglich der Interzeptionsverdunstung entspricht.